# 我家的英雄
《我家的英雄》是由山川直輝原作，朝基勝士繪畫的日本漫畫，由2017年5月29日發售的《週刊Young Magazine》第26號開始連載。截至2021年8月，累積發行超過130萬冊。改編電視動畫於2023年4月2日至6月18日播映。改編電視劇於2023年10月25日至12月20日播映。

## 角色列表
鳥栖哲雄（聲：諏訪部順一，演：佐佐木藏之介）
本作男主角，舊姓苗場，和歌仙結婚入贅鳥栖家後改姓，擔任玩具製造商的業務員。47歲，推理小說迷兼作者。非常疼愛自己的獨生女零花，一次意外發現零花被黑社會男友延人家暴後，要去討公道到時殺死了零花的男友，為了保護家人的安全，自己決定將這件事情隱瞞下去。
因為高中雙親死於意外因而特別重視家庭。劇中利用推理小說劇情裡的知識故佈疑陣處理延人的屍體，同時也能想好下一步計劃以此和延人身後的黑社會組織周旋到底。
鳥栖歌仙（聲：大原沙耶香，演：木村多江）
哲雄的妻子。41歲，本身跟哲雄是大學同學，畢業後兩人成婚並成為家庭主婦。了解到哲雄所做的事情後，決定和他共同承擔殺人的責任。
劇中被延人身後的黑社會組織列為較次要的目標，因此當哲雄不便現身時，就由她暗中執行哲雄的計劃，有時能靠跟丈夫之間的默契只憑幾個字就能了解計劃的大致內容。
鳥栖零花（聲：白田千尋，演：齋藤飛鳥）
哲雄的獨生女。性格純真的大學一年級學生，本身並不希望父母介入自己的生活，對奪去其處女的男友延人家暴一事隱瞞不說，對父母殺害延人並跟黑社會組織周旋一概不知情。
間島恭一（聲：伊东健人，演：高橋恭平）
延人黑社會組織的中堅份子，性格細膩，延人死後始終對其女友-零花的父親哲雄感到懷疑，但卻沒有證據感到苦惱，而哲雄和歌仙也認為他是此次計劃中最大的妨礙者。
劇中透露小時候開餐館的父親被黑社會迫害導致自殺，但長大後卻為了重建餐館的資金而加入黑社會。
麻取義辰／山內義辰（聲：三木真一郎，演：吉田榮作）
延人的父親，真名為山內義辰，從小出生優渥但卻不知感情為何物，直到延人入獄因其專業知識被洼延攬至黑社會組織才找到生存的意義。
延人被殺後誓言要對真兇復仇，在零花公寓用電筒發現延人血漬後與哲雄衝突時被其反殺，其遺體被哲雄帶入深山所掩埋。
麻取延人／山內延人（聲：多田启太，演：內藤秀一郎）

響（聲：大久保瑠美）

窪／佐武辰巳（聲：大塚明夫，演：音尾琢真）

志野（聲：山寺宏一）

竹田（聲：德石胜大，演：淵上泰史）

田端敏（聲：酒卷光宏）

## 出版書籍
| 卷数 | 講談社        | 講談社                 | 東立出版社    | 東立出版社             |
| 卷数 | 發售日期      | ISBN                   | 發售日期      | ISBN                   |
| ---- | ------------- | ---------------------- | ------------- | ---------------------- |
| 1    | 2017年9月6日  | ISBN 978-4-06-510139-1 | 2018年9月25日 | ISBN 978-957-26-1579-9 |
| 2    | 2017年12月6日 | ISBN 978-4-06-510543-6 | 2019年7月19日 | ISBN 978-957-26-1580-5 |
| 3    | 2018年3月6日  | ISBN 978-4-06-511107-9 | 2020年8月28日 | ISBN 978-957-26-1581-2 |
| 4    | 2018年6月6日  | ISBN 978-4-06-511555-8 | 2022年7月15日 | ISBN 978-957-26-1582-9 |
| 5    | 2018年9月6日  | ISBN 978-4-06-512699-8 | 2024年3月1日  | ISBN 978-957-26-1907-0 |
| 6    | 2019年1月4日  | ISBN 978-4-06-514178-6 |               |                        |
| 7    | 2019年4月5日  | ISBN 978-4-06-515194-5 |               |                        |
| 8    | 2019年7月5日  | ISBN 978-4-06-516365-8 |               |                        |
| 9    | 2019年11月6日 | ISBN 978-4-06-517730-3 |               |                        |
| 10   | 2020年2月6日  | ISBN 978-4-06-518478-3 |               |                        |
| 11   | 2020年6月5日  | ISBN 978-4-06-519993-0 |               |                        |
| 12   | 2020年9月4日  | ISBN 978-4-06-520690-4 |               |                        |
| 13   | 2021年2月5日  | ISBN 978-4-06-522303-1 |               |                        |
| 14   | 2021年5月6日  | ISBN 978-4-06-523348-1 |               |                        |
| 15   | 2021年8月5日  | ISBN 978-4-06-524355-8 |               |                        |
| 16   | 2021年11月5日 | ISBN 978-4-06-525840-8 |               |                        |
| 17   | 2022年2月4日  | ISBN 978-4-06-526783-7 |               |                        |
| 18   | 2022年10月6日 | ISBN 978-4-06-529426-0 |               |                        |
| 19   | 2023年1月6日  | ISBN 978-4-06-530380-1 |               |                        |
| 20   | 2023年4月6日  | ISBN 978-4-06-531351-0 |               |                        |
| 21   | 2023年6月6日  | ISBN 978-4-06-532028-0 |               |                        |
| 22   | 2023年9月6日  | ISBN 978-4-06-533055-5 |               |                        |
| 23   | 2024年2月6日  | ISBN 978-4-06-534297-8 |               |                        |
| 24   | 2024年4月5日  | ISBN 978-4-06-535246-5 |               |                        |
| 25   | 2024年7月5日  | ISBN 978-4-06-536275-4 |               |                        |
| 26   | 2024年10月4日 | ISBN 978-4-06-537256-2 |               |                        |

## 電視動畫
2022年6月20日，宣佈將獲改編為電視動畫。9月30日，宣佈定於2023年4月首播。

### 主題曲
片頭曲
演唱：藤川千愛
作詞：藤川、常田大希，作曲・編曲：藤永龍太郎（Elements Garden）
片尾曲Decided
演唱：DizzySunfist
作詞、作曲：，編曲：Dizzy Sunfist

### 各話列表
| 話數 | 日文標題 | 中文標題         | 劇本     | 分鏡               | 演出       | 作畫監督 | 总作畫監督                                             | 首播日期      |
| ---- | -------- | ---------------- | -------- | ------------------ | ---------- | --- | ------------------------------------------------------ | ------------- |
| 1    |          | 今天起是杀人魔   | 喜安浩平 | 龟井隆             | 上间由梨   | Kim Ran-young、Han Eun-mi、Park Gi-deok                                                                              | 野口征恒、内田裕、日向正树                             | 2023年 4月2日 |
| 2    |          | 第20年的攜手合作 | 喜安浩平 | 龟井隆             | 松井信太郎 | 長谷川早紀、吉村昌輝、申成玟 金奉德、金賢瓊、高柳一 鄭珍英、然智惠、全宗玟、宋賢珠                                   | 野口征恆、諸葛子敬 蓮生霞、大下久馬、日向正樹          | 4月9日        |
| 3    |          | 通往正確答案的路 | 喜安浩平 | 龟井隆             | 松井信太郎 | 谷口繫則、Park Ae-ri、Im Ji-hyeon Jeong Ji-mun、無錫弘興動画制作有限公司                                             | 野口征恒、内田裕 蓮生霞、舘崎大、小野田貴之            | 4月16日       |
| 4    |          | 暴力的世界       | 喜安浩平 | 龟井隆             | 岛村大辅   | 吉村昌辉、Park Gi-deok、Yoon Jeong-hae Jeong Eun-hee、Jo Hae-jung、Mu Bon Park Eun-ah、Choi Eun-young、Kim Ran-young | 野口征恒、内田裕 诸葛子敬、莲生霞、馆崎大              | 4月23日       |
| 5    |          | 幸福？           | 喜安浩平 | 龟井隆             | 又野弘道   | Choi Eun-young、Han Eun-mi Park Yeong-hi、Lee Dong-hun、Yoon Seung-hyeon Ham Gyeong-mi、吉村昌輝、内田裕             | 大下久馬、蓮生霞、Song jin hee                         | 4月30日       |
| 6    |          | 歌仙的待客之道   | 喜安浩平 | 龟井隆             | 前園文夫   | KIM BONG DUK、KIM HYUN KYUNG、GO YU IL SIN SUNG MIN、JUN JONG MIN、JUNG JIN YUNG                                     | 内田裕、諸葛子敬 蓮生霞、Ryu Seung-cheol               | 5月7日        |
| 7    |          | 母親與母親       | 喜安浩平 | 龟井隆             | 上間由梨   | 谷口繁則、無錫弘興動畫製作有限公司 ANIHOUSESUN、Jeong Ji-mun                                                         | 諸葛子敬 Song Jin-hee、內田裕                          | 5月14日       |
| 8    |          | 蜘蛛絲           | 喜安浩平 | 龟井隆             | 鈴木卓夫   | Song Hyeon-ju、Choi Eun-yeong Park Yeong-hi、Kim Seo-jin Noh Jyeong-eun、Jang Sang-mi、Lee Dong-hun                  | 大下久馬、Ryu Seung-cheol                              | 5月21日       |
| 9    |          | 命運之日         | 喜安浩平 | 龟井隆             | 島村大輔   | Kim Hyeong yeong、Shin Seong min Kim Bong deok、Jung Jin yeong 吉村昌輝、深圳靈參伍文化傳播有限公司                  | 大下久馬、蓮生霞、清水勝祐 Kim Bong deok、Song Jin hee | 5月28日       |
| 10   |          | 我所做的一件事   | 喜安浩平 | 龟井隆、松井信太郎 | 松井信太郎 | Jeong Eun-hee、Jo Hae-jung Jeong Ji-mun、Park Song-hwa、Beak Yeon-ju Im Jin-uk、Lee Dong-uk、Kim Seong-beom          | 蓮生霞、清水勝祐 Song Jin-hee、Song Hyeon-ju           | 6月4日        |
| 11   |          | 父親             | 喜安浩平 | 龜井隆             | 鈴木卓夫   | SHIN SUNG-MIN、KIM BONG-DUK KO YU-IL、JUNG JIN-YOUNG RYU SEUNG-CHEOL、SONG JIN-HEE、吉田琴音                         | 蓮生霞、清水勝祐 KIM BONG-DUK、內田裕                  | 6月11日       |
| 12   |          | 此刻的幸福       | 喜安浩平 | 龟井隆             | 龟井隆     | 、谷口繁则、吉村昌辉 Kim Bong-deok、Seo Sun-yeong、缪龙根                                                            | 野口征恒、莲生霞、清水胜祐                             | 6月18日       |

### 播映平台
日本深夜動畫：下文記載的日本国内播放時間使用日本標準時間（UTC+9）表示。因為部分時間标识會採用30小时制，因此請留意这类超过24:00的时间，其實際播放時間為翌日清晨。
| 播映地區                           | 播映平台                           | 播映日期              | 播映時間     | 備註  |
| ---------------------------------- | ---------------------------------- | --------------------- | ------------ | ----- |
| 香港、澳門、臺灣、馬來西亞、新加坡 | Ani-One中文官方動畫頻道（YouTube） | 2023年4月2日－6月18日 | 星期六 23:30 | [ 5 ] |
| 臺灣                               | 巴哈姆特動畫瘋、中華電信MOD        | 2023年4月2日－6月18日 | 星期六 23:30 |       |

## 電視劇
改編電視劇於2023年10月25日（24日深夜）至12月20日（19日深夜）於每日放送、TBS的「Dramaism」時段播出。由佐佐木藏之介主演。
全球由Disney+獨家播出。

### 演員列表（電視劇）

#### 主要人物
- 鳥栖哲雄：佐佐木藏之介
- 間島恭一：高橋恭平（浪花男子）[6]
- 鳥栖零花：齋藤飛鳥[6]
- 鳥栖歌仙：木村多江[6]

#### 間野會
- 麻取義辰：吉田榮作（特別演出）[6]
- 窪：音尾琢真[6]
- 竹田：淵上泰史[6]
- 麻取延人：内藤秀一郎[6]

### 製作團隊（電視劇）
- 原作、漫畫：山川直輝、朝基勝士《我家的英雄》（講談社《週刊Young Magazine》連載）
- 劇本：櫻井剛、船橋勸
- 配樂：堤博明
- 主題曲：THE ORAL CIGARETTES「YELLOW」（波麗佳音）[7]
- 導演：青山貴洋、棚澤孝義、山本大輔、森裕史
- 制作公司：TBS SPARKLE、C&I Entertainment
- 製作：電視劇《我家的英雄》製作委員會・每日放送

### 播出日程
| 各話   | 放送日   | 編劇   | 導演     |
| ------ | -------- | ------ | -------- |
| 第1話  | 10月25日 | 櫻井剛 | 青山貴洋 |
| 第2話  | 10月25日 | 櫻井剛 | 青山貴洋 |
| 第3話  | 11月01日 | 櫻井剛 | 棚澤孝義 |
| 第4話  | 11月08日 | 櫻井剛 | 森裕史   |
| 第5話  | 11月15日 | 櫻井剛 | 棚澤孝義 |
| 第6話  | 11月22日 | 櫻井剛 | 山本大輔 |
| 第7話  | 11月29日 | 船橋勸 | 山本大輔 |
| 第8話  | 12月06日 | 櫻井剛 | 棚澤孝義 |
| 第9話  | 12月13日 | 船橋勸 | 棚澤孝義 |
| 最終話 | 12月20日 | 櫻井剛 | 青山貴洋 |

## 電影
真人電影於2024年3月8日上映。主演與電視劇相同，由佐佐木藏之介主演。

### 演員列表（電影）
- 鳥栖哲雄：佐佐木藏之介
- 間島恭一：高橋恭平（浪花男子）[6]
- 鳥栖零花：齋藤飛鳥[6]
- 大沢隼人：宮世琉彌[8]
- 戶島：板倉俊之[8]
- 藥師寺：大東駿介[8]
- 竹田：淵上泰史[6]
- 榎木：西垣匠[8]
- 南田：金子隼也[8]
- 安元浩司：立川談春[8]
- 間島惠子：神野三鈴[8]
- 鳥栖歌仙：木村多江[6]
- 麻取義辰：吉田榮作（特別演出）[6]
- 窪：音尾琢真[6]
- 麻取延人：内藤秀一郎[6]
- 志野寛治：津田健次郎[8]

### 製作團隊（電影）
- 原作、漫畫：山川直輝、朝基勝士《我家的英雄》（講談社《週刊Young Magazine》連載）
- 導演：青山貴洋
- 編劇：船橋勸
- 配樂：堤博明
- 發行商：日本華納兄弟
- 製作公司：電影「我家的英雄」製作委員會

## 外部連結
- 漫畫官方網站（日語）
- 我家的英雄的X（前Twitter）（日語）
- 電視動畫官方網站（日語）
- 電視劇官方網站（日語）
- 電影官方網站 （页面存档备份，存于）（日語）